# Visuel
Visuel betyder "noget man kan se med øjnene"; i udvidet forstand tilføjes "uden hjælpemidler".
Som astronomisk fagudtryk betegner visuel (i forbindelse med fx lysstyrke eller størrelsesklasse), mængden af lys målt indenfor bølgelængder på mellem ca. 400 og 700 nm (nanometer)= mellem 4.000 og 7.000 Ångstrøm.
| Astronomi | Spire Denne artikel om astronomi er en spire som bør udbygges. Du er velkommen til at hjælpe Wikipedia ved at udvide den. |